# تپه کهجه
تپه کهجه مربوط به سده‌های میانی دوران‌های تاریخی پس از اسلام است و در شهرستان تایباد، بخش میان ولایت، دهستان کوهسنگی، روستای کهجه واقع شده و این اثر در تاریخ ۲۶ دی ۱۳۸۶ با شمارهٔ ثبت ۲۰۵۹۳ به‌عنوان یکی از آثار ملی ایران به ثبت رسیده است.